# U.S. Route 31
U.S. Route 31 is een noord-zuid United States Highway en loopt van een afrit van de I-75 bij Mackinaw City in Michigan naar de kruising met US 90 en US 98 bij Spanish Fort in Alabama aan de Golf van Mexico over een lengte van meer dan 2000 km.

## Staten
De staten waar de weg door heen loopt zijn:
- Alabama
- Tennessee
- Kentucky
- Indiana
- Michigan

## Voetnoten
1. 1 2  Droz, Robert V. U.S. Highways : From US 1 to (US 830). URL accessed 08:23, 14 March 2015 (UTC).

1 ·
2 ·
3 ·
4 ·
5 ·
6 ·
7 ·
8 ·
9 ·
10 ·
11 ·
12 ·
13 ·
14 ·
15 ·
16 ·
17 ·
18 ·
19 ·
20 ·
21 ·
22 ·
23 ·
24 ·
25 ·
26 ·
27 ·
28 ·
29 ·
30 ·
31 ·
32 ·
33 ·
34 ·
35 ·
36 ·
37 ·
38 ·
39 ·
40 ·
41 ·
42 ·
43 ·
44 ·
45 ·
46 ·
48 ·
49 ·
50 ·
51 ·
52 ·
53 ·
54 ·
55 ·
56 ·
57 ·
58 ·
59 ·
60 ·
61 ·
62 ·
63 ·
64 ·
65 ·
66 ·
67 ·
68 ·
69 ·
70 ·
71 ·
72 ·
73 ·
74 ·
75 ·
76 ·
77 ·
78 ·
79 ·
80 ·
81 ·
82 ·
83 ·
84 ·
85 ·
87 ·
89 ·
90 ·
91 ·
92 ·
93 ·
94 ·
95 ·
96 ·
97 ·
98 ·
99 ·
101 ·
131 ·
163 ·
199 ·
340 ·
400 ·
412 ·
425